# 马桦
马桦（1927年—），男，北京人，中国音乐家，曾任青海省文学艺术界联合会主席，中国音乐家协会常务理事。